# 洛歇L-1011
洛克希德L-1011三星（Lockheed L-1011 TriStar）是一款中长程，廣體三引擎噴射機。它是繼波音747和DC-10後，第三款投入商业运营的宽体噴射客機，亦是洛歇公司的唯一一款噴射民航客機。其是當時最先進的客機之一，採用了大量當時的先進技術。在1968年到1984年间，洛歇公司生产了250架三星式飞机，之后就因銷售狀況不佳而嚴重虧損，進而結束商用飞机业务。

## 开发
洛歇自從1950年代，帶來麻煩不斷的L-188「伊萊克拉」之後就離開了民用航空的领域。1960年代，美国航空向洛克希德和道格拉斯公司提出了研發一款比波音747小，但是仍然能夠載運較多的旅客，從达拉斯国际机场或紐約飛往倫敦、南美洲的飛機的要求。在軍用領域遭遇困難的洛歇，於是準備重新進入民用市場，L-1011三星式飛機在此背景下應運而生。該機原以雙引擎設計，但是為了讓飛機有足夠的推力在現有跑道上起飛，以及對應美國政府對雙發延程操作的限令，最終決定採用三引擎的設計。
三星式型號最終設計方案是一款雙走道、最大載客量400人、三引擎設計、低噪聲（在70年代初，美國東方航空稱L-1011為「靜音客機」）、更可靠、更具經濟效益的飛機。在洛歇推出三星式時，道格拉斯幾乎同時推出了外型、性能都相接近的DC-10。三星的中央引擎是放置在機體之內，類似於波音727，而DC-10的中央引擎則是在垂直尾翼的中間。DC-10的中引擎更强大、更易維護；而三星式的中引擎則在噪音和可靠性上更為優勝。L-1011和DC-10的一个主要區别是洛克希德為L-1011選用了勞斯莱斯的RB211渦扇引擎。RB211採用了先進的三轉子設計和碳纖維扇葉，使其效率和推重比要優於同期任何其它的引擎。這將使得L-1011經濟性更佳，也是主要賣點之一。

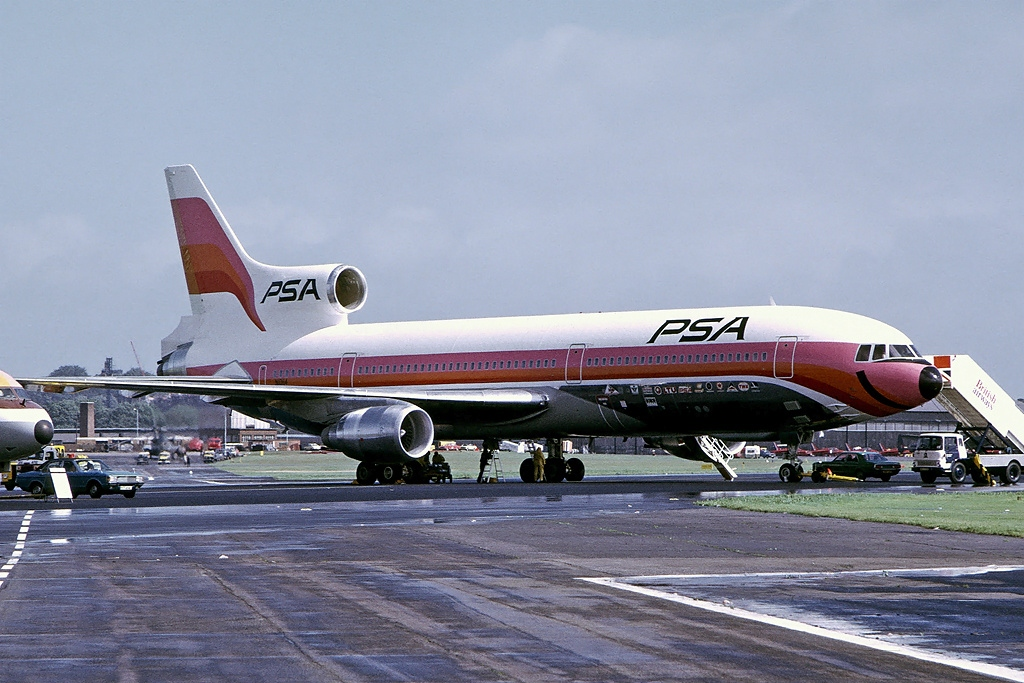
太平洋西南航空的L-1011，設有內置登機梯

雖然美國航空展現了對三星式的濃厚興趣，但最後仍然選擇了道格拉斯的DC-10。美航試圖讓道格拉斯公司降低DC-10的報價並且獲得了成功。失去了美航的支持，三星式的生產線在接受了環球航空和美國東方航空的訂單後開始正式展開。雖然三星式的設計進度緊緊咬住了道格拉斯的DC-10，但是由於發動機問題，DC-10還是比三星式早一年投入了市場運營。1971年2月，劳斯莱斯在為RB211投入了大量研發費用后，幾乎陷入破產邊緣，一度要由英國政府接管，這使得L-1011的生產陷入停頓，而洛歇也開始考慮轉用美國引擎制造商提供發動機，如通用電氣或者普惠。
最終英國政府同意對勞斯萊斯進行政府補助，前提是美國政府也需向洛歇公司提供银行貸款擔保以使其完成L-1011项目。盡管有反對聲音，包括时任加利福尼亞州州長的羅納德·里根，美國政府還是對洛歇進行了擔保。在RB211開發之后，勞斯萊斯成為了一個政府所有的公司。
三星式於洛歇内部的開發編號為L-093，原型機於1970年11月17日首飛。在1972年4月14日獲得了適航許可證後，首架三星式在4月26日正式交付美國東方航空使用。為了進一步宣傳新機型，1972年，由洛歇著名試飛員Tony LeVier駕駛着一架L-1011進行了一次環球飛行。

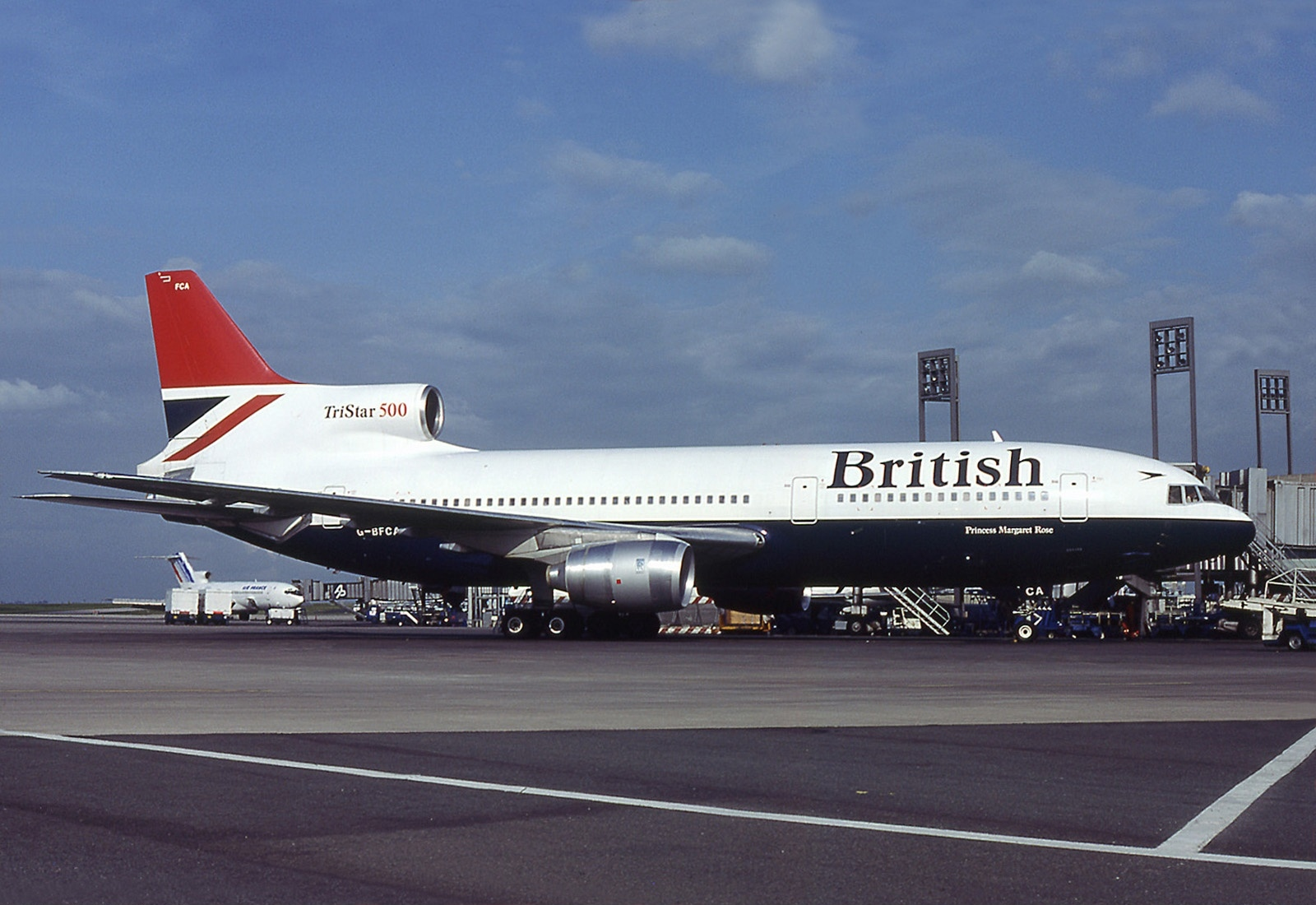
英国航空的L-1011-500型（1981年）

在加利福尼亚伯班克和帕姆代爾組裝的L-1011除了面临着波音747的強烈競爭，作為其極其相似的機型，麥道DC-10，也為其銷量帶來壓力。由於環球航空宣稱三星式是世界上最安全的飛機之一，而在同时，競爭對手的DC-10正受到設計問題帶來的安全問題的困擾，這也使得環球航空達到了它的巔峰時期。
相較於產量250架的三星式，DC-10一共生產了446架。三星式產量低下的部分原因是由於三星式的延遲交付，但是更主要的原因可能是一開始沒有提供一個更重，航程更長的型號。在政府控制下，勞斯萊斯的經費被嚴格控制，而且公司的主要資源被投放到仍需大量修改的三星式原配引擎上。相比之下，對手公司特别是通用電氣很快就開發出了更大推力的CF6引擎，競爭對手DC-10的「洲際型」版本DC-10-30和當時崛起的新星、擁有三星式相同航程但成本更低的雙發客機空中巴士A300能夠被更快投入市场。長程DC-10和A300帶給潛在用户的靈活性很快使得L-1011處在了一個十分不利的地位。雖然勞斯萊斯繼續開發了更高推力的RB211-524並被L-1011-200和-500型使用，但是這花費了很多年的時間。

## 设计特点

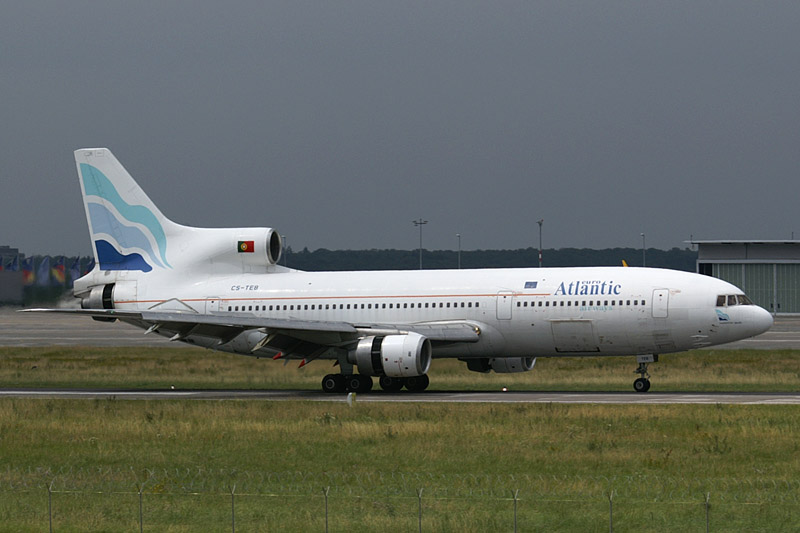
一架后期型的L1011

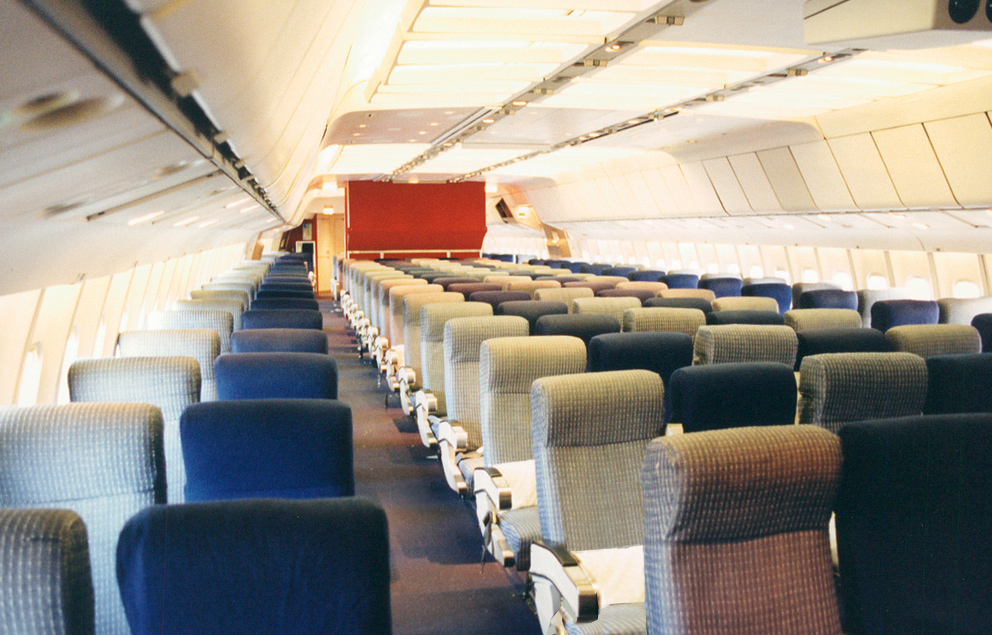
環球航空L-1011的經濟客位

L-1011三星式具有先進的自动驾驶系统，并且是第一种具有美国联邦航空局自动着陆认證的广体式客机，使得三星式可以由机上自动驾驶系统进行零能见度的完全自动化降落。L-1011使用一套惯性导航系统来获得相关的导航资料；且可以通过输入所在地的经度和纬度对系统进行校准。
三星式拥有獨一無二的直接升力控制系統（DLC），能够在着陆时非常流畅的进場。DLC能够通过自动控制机翼扰流板来维持飞机进场时的下滑角。不同于透过调节仰角来维持下滑率，DLC通过一套四余度的液压系统来维持一个更稳定的机身仰角。在组装机身时还采用了一套特殊的高压焊接技術，令L-1011的机体擁有非常高的抗腐蚀能力。機械式的伸縮部分，以及艙門與加壓系統之間的設計也具備相當巧思。
另一方面，洛歇為增加客艙空間，特意把廚房安裝在機身中間的下層行李艙位置，此舉除有效提升機艙使用空間外，更令廚房的空間比其他同類型飛機大，大大方便備餐需要，而這個設計至今只被伊留申-96和伊留申-86採用。機員可利用4部升降機運送餐具和食品進出客艙。
該飛機也是機上娛樂的先行者，不但有空中酒吧，可以在客艙播放電影，還配備了變色舷窗技術。
早期的L-1011，如-1、-100和-150型和后期型号之间可以通过中引擎舱的不同设计来识别。早期型号的引擎舱的进气口呈圆形，而后期型在中引擎进气口和机身顶部之间添加了一个垂直的鳍型结构。
交付给太平洋西南航空的两架L-1011安装了内置式登机梯，使乘客可以从原先的前方行李舱位置进出飞机。这使得飞机可以在没有登机桥的停機坪上下旅客。这两架飞机后来被转卖给了秘鲁航空和世界加拿大航空。

## 营运历史

### 商业

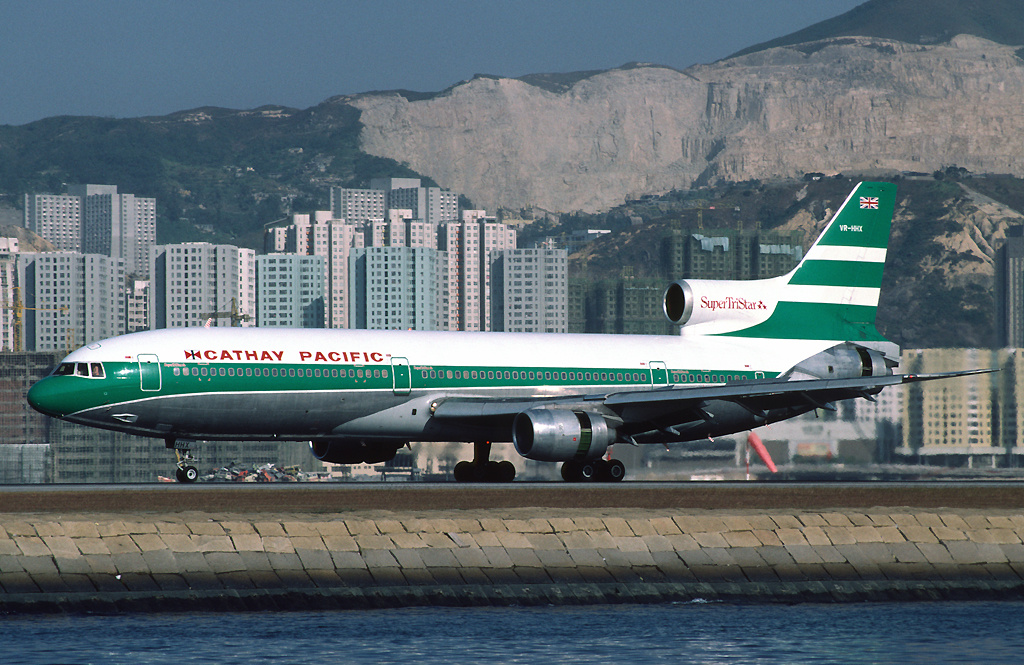
在啟德機場的一架國泰航空L-1011

達美航空是三星式的最大用戶。而1975年開始運營三星式的國泰航空在购买了东方航空破产出售的三星式飛機後，以19架的机队数量成为了使用三星式飛機最多的非美籍航空公司。

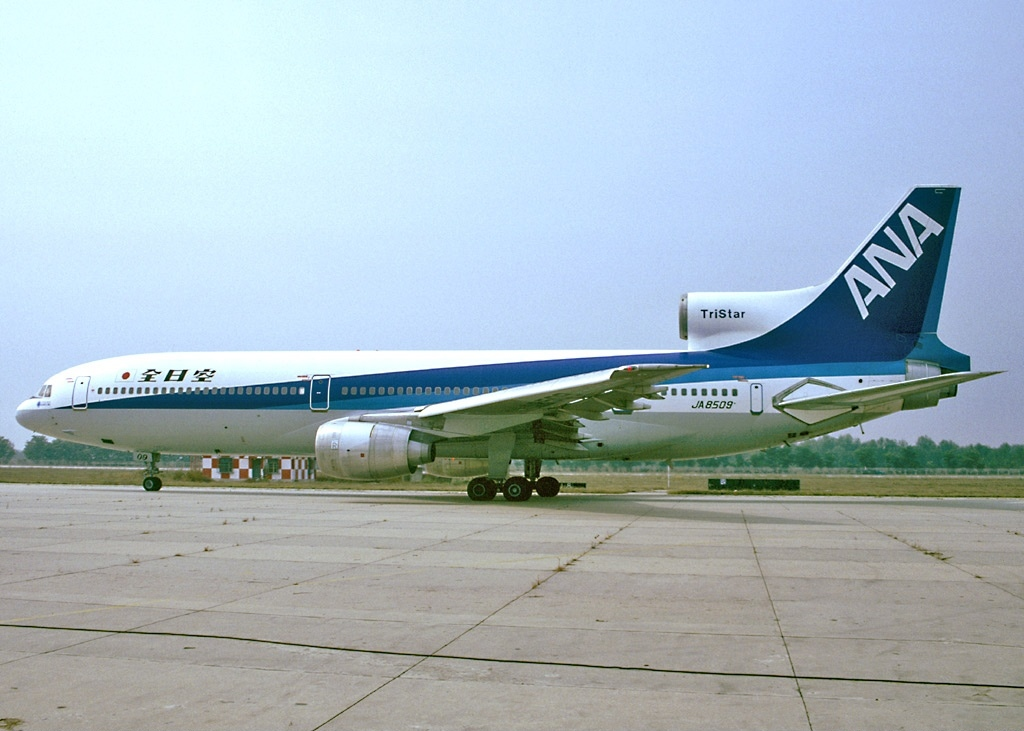
1988年，全日空的三星式客机在北京

由於銷售不振，为了打开日本市场，洛歇秘密对日本政治家行贿而换取日本政府迫使全日空采购L-1011，事件被揭发后，成为了当时一件重大丑闻。后来此事被称为洛歇三星式事件，并导致时任日本首相的田中角荣和数位其他官员被捕入狱。而洛歇方面，董事长丹尼尔·霍夫顿（Daniel Haughton）和总裁卡尔·科奇恩于1976年2月相继引咎辞职。田中角荣最后被以违反外国貿易管理法和受贿罪被起诉。对洛歇而言，受这次丑闻的影响，流失的订单，总损失可能超过了10亿美元。
此外，國泰航空最初打算購買DC-10客機，但由於英國政府施壓，要求採用搭載英國國產引擎的飛機（而DC-10最後並無推出採用英國勞斯萊斯引擎的版本），因而被迫改購L-1011。
在三星式推出之初，苏联尚无自己的广体式客机，由于伊尔86开发进度缓慢，所以在70年代中期苏联向美国提出购买30架三星式客机并且以许可证方式年产100架的请求。但是被时任美国总统吉米·卡特以人权的理由拒绝，而另一方面銷售被阻止，還因為三星式在那时其特別先进的技术設計（該公司主要產品為軍機）被很多外國看上，於是被多邊出口管制聯合協調委員會（Coordinating Committee for Multilateral Export Controls）列在限制出口的名单上，也成为其获得海外订单的一大障碍。

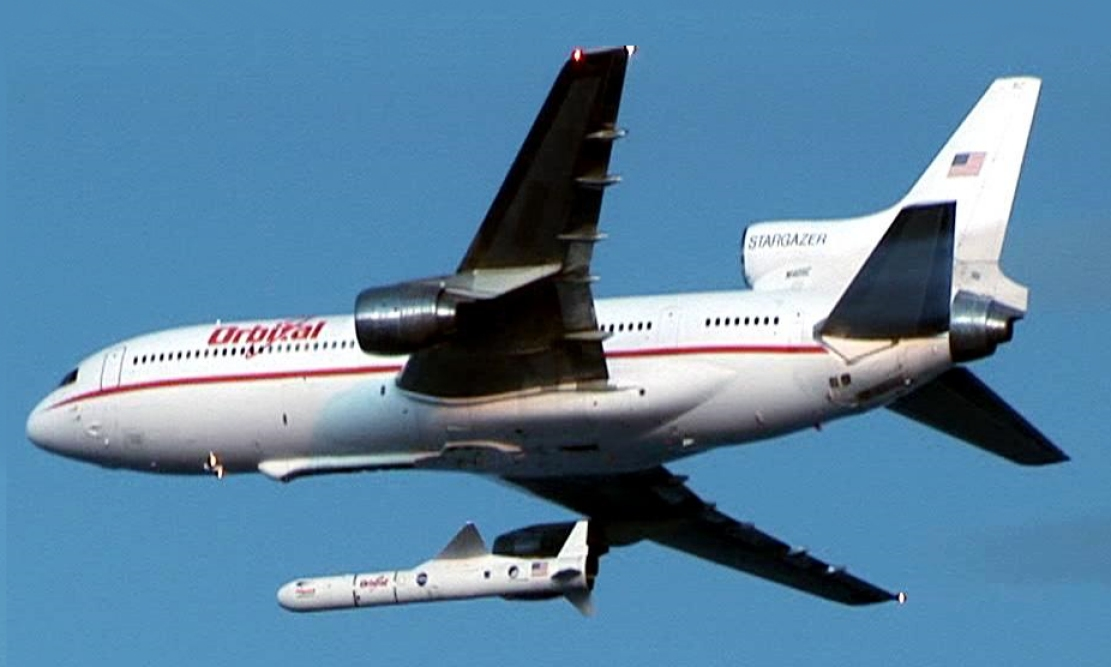
軌道科學公司的L-1011-100「观星者」和挂载着的飞马座火箭

洛歇公司最少要售出500架三星式客机才可收回成本，但是其却在1981年宣布在结束第250架飞机生产后关闭其生产线，最后一架三星式客机于1984年交付。三星式商业上的失败导致洛歇公司撤出了民用航空市场。大部分主要航空公司在三星式停产后不久便将其退役。國泰航空于1996年以空中巴士A330-300和A340取代了旗下的L-1011飞机，環球航空在1997年将旗下的最后一架三星式客机退役，達美航空则在2001年用波音767-400ER取代旗下所有的三星式。
之后L-1011仍然被一些小型航空公司所使用，特别是在非洲和亚洲地区。主要作临时航班或包機使用。ATA航空曾拥有过19架以上的三星式机队，但由于业务萎縮，該公司于2008年4月停止營運前，其机队缩减到只有三架L1011-500。
在90年代初，軌道科學公司开始使用一架改装过的L-1011-100来进行飞马座火箭的发射任务。这架飞机还被用于X-34 和X-43的开发计划。

### 军事
三星式飞机除了作民用外，也被用作军事用途。9架三星式在英国皇家空军服役，负责空中加油和人员运输任务。包括空中加油机、运输机等；在無需用作軍事行動時，則用於執飛往來英國本土及阿森松島、福克蘭群島等海外領土的定期航班。9架飞机是原先英國航空和泛美航空的L-1011-500。所有飞机都服役于皇家空军第216中队，驻扎在布雷兹诺顿空军基地。三星式原定將全部通過中期翻新，以延長壽命及更新設備（包括改用玻璃座艙）。但在首架飛機於2007年完成翻新後，由於成本過高，皇家空军決定放棄翻新計劃，而有關飛機服役到2010至2014年後退役或封存，之后被空中巴士A330 MRTT所取代；目前，9架飛機當中有6架進入封存狀態，另外3架則已報廢拆解。至2017年，美商Tempus Applied Solutions軍事服務公司打算購入上述6架飛機，當中3架將於復修後繼續用作加油機，另外3架則作為零件機。
此外，洛歇於1975年亦曾參與美國空軍的「先進加油及運輸機計劃」，並以三星式客機及C-5運輸機作為競標方案。但是，由於兩者分別欠缺轉作貨運的互換性，以及機體過於笨重，這兩個方案在第一輪競標中即被淘汰，最後軍方決定採用DC-10-30客機作為加油機技術平台，是為KC-10加油機。

## 型號

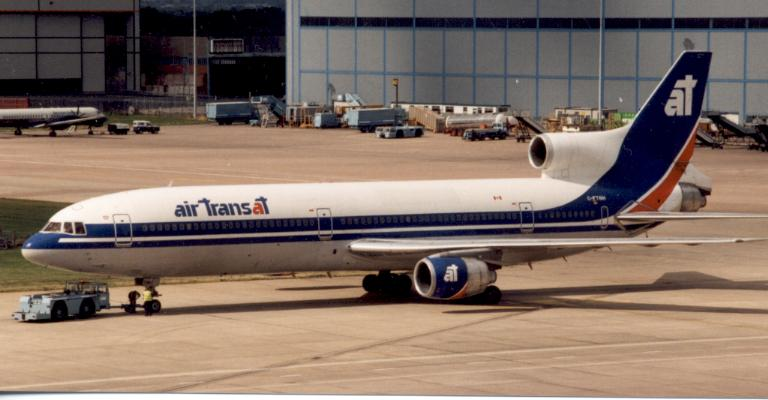
加拿大越洋航空的一架L-1011-150，1995年

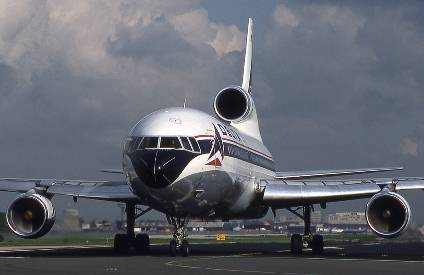
一架達美航空的L-1011客機

### L-1011-1
乃三星客機的首個型號，作中短程飛行，於1972年首航。購買的航空公司有加拿大航空、全日空、國泰航空、港龍航空、東方航空、太平洋西南航空等。

### L-1011-50
此乃L-1011-1型的升級型，最大起飛重量由430,000磅提升至440,000或450,000磅，油缸容量維持不變。此形號沒有新建造的飛機，全由-1型改良而成。

### L-1011-100
1975年首航，並在機身中央加設輔助油缸，令最大續航力較-1型增加930英里。主要買家有環球航空、加拿大航空、英國歐洲航空（British European Airways，BEA）。

### L-1011-150
與-50型一樣，也是-1型的升級版，並沒有新建造的飛機。但最大起飛重量（MTOW）增加至470,000磅。

### L-1011-200
於1976年推出市場，外型與-100型極為相似，但改用馬力較大，更安靜，并且在炎热环境和高海拔下表现更优的勞斯萊斯RB211-524B發動機。海灣航空使用該型號取代其維克斯VC-10型飛機。

### L-1011-250
此乃後期出廠的-1型、-100型及-200型的升級版，最大起飛重量增加至510,000磅，可載燃油量由89,335升（23,600美國加侖）增加至119,735升（31,632美國加侖）。-200型可把原有的RB211-524B發動機，簡易升級為RB211-524B4I發動機，而-1型及-100型也可把原本的RB211-22B發動機，更換為-524B4I型。升級後的最高續航能力可與對手DC-10-30相近。但此升級型號不太受航空公司歡迎，只有達美航空6架後期出廠-1型客機改裝為-250型。

### L-1011-500
這是整個三星客機系列中，續航力最高的版本，於1978年推出市場。機身長度縮短了14呎，以容納增加了的燃料容量，並配置較-200型強勁的發動機，令最高航距增加至超過9,000公里。英國航空和達美航空曾為-500型的主要用家。

## 營運者

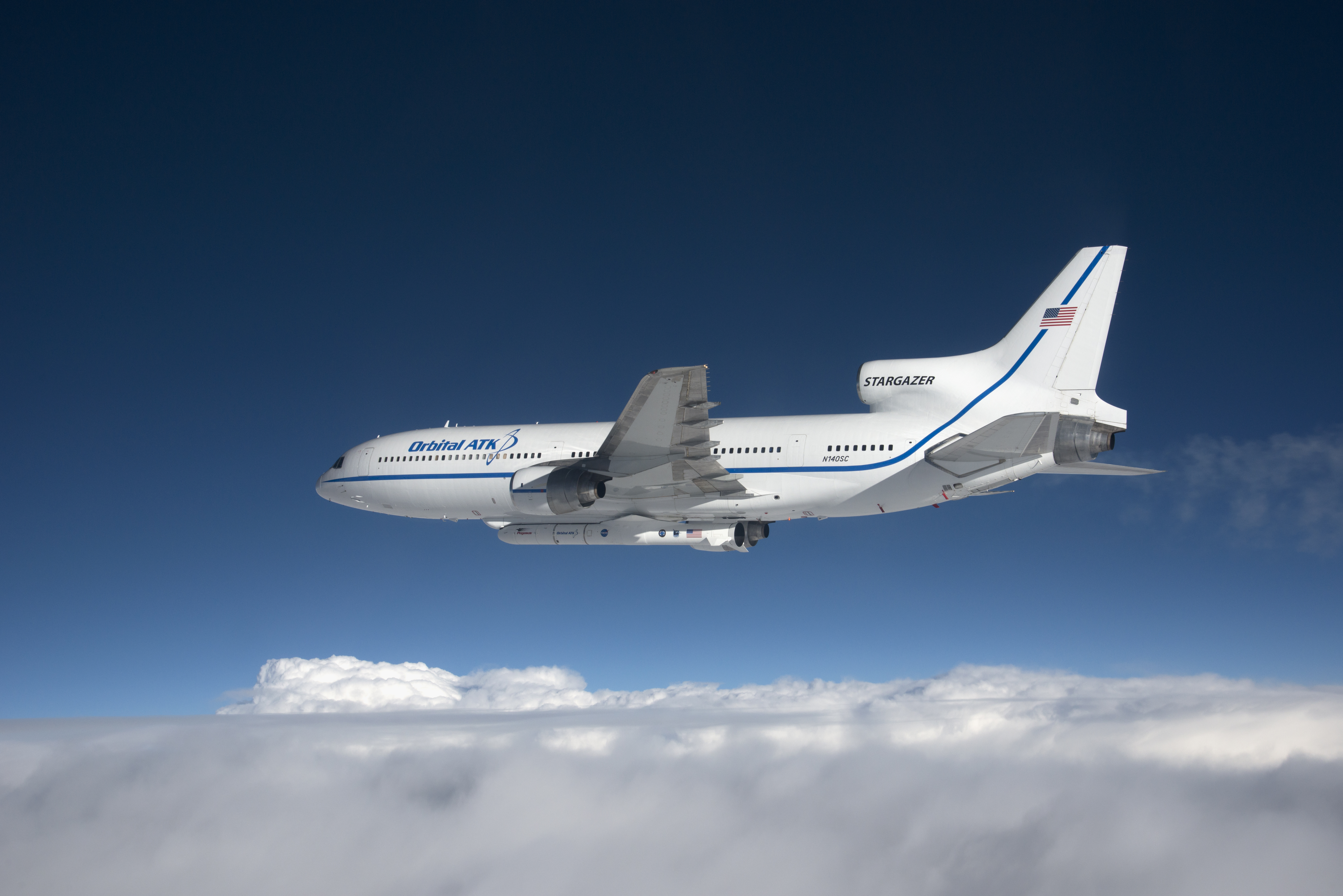
觀星者號攜帶一枚飛馬座XL火箭飛行於大西洋上

在2010年3月，仍有4架L-1011型客機仍在服役。包括：SAM洲際航空（1架，後來已退役）、Sky Capital（1架，後來已退役）、精英航空（1架，後來已退役）和軌道科學公司（1架）。而在當時，英国皇家空军仍有9架三星式作为运输／加油机仍在服役，但已於2014年悉數退役報廢或被封存。
目前，諾斯洛普·格魯曼公司持有的觀星者號是世界最後一架在役的L-1011，並用作飞马座运载火箭的母舰发射台。

## 意外與事故
截至2008年8月，L-1011型客機共涉及56件事故及意外，其中10宗坠机事故，共引致534人死亡。

### 重大事故
- 1972年12月29日，東方航空401號班機在邁阿密國際機場降落時，由於機組人員過度專注於處理起落架信號燈故障，而忽略留意儀錶的警告，最後在機場附近的Everglades的一個沼澤墜毀，101人死亡。此事件後來被改編為電視電影《Crash（英语：Crash (1978 film)）》及《The Ghost Of Flight 401》，這次空難亦被收錄於《空中浩劫》中。
- 1980年8月19日，沙特阿拉伯航空163號班機，在利雅得起飛後機艙起火，雖然飛機安全折返利雅得哈立德國王國際機場，但因機組人員發出的錯誤指示，未安排乘客及機員即時疏散，引致287名乘客及14名機員全數遇難。這次空難亦被收錄於於《空中浩劫》中。
- 1980年12月23日，沙特阿拉伯航空162號班機，其中一條輪胎在飛行中爆裂，碎片彈進客艙內，並引致飛機失壓，2名乘客跌出機外喪生。[57]
- 1985年8月2日，達美航空191號班機，在达拉斯－沃思堡国际机场降落時遇上微下擊暴流，先撞到一輛在114號公路上行駛的私家車，飛機升空後再次跌落地面，並撞向機場的兩座貯油槽，全機斷為兩截並引發大火，共有137人死亡（包括私家車司機）。這次空難同样被收錄於於《空中浩劫》中。
- 1986年5月3日，斯里蘭卡航空512號班機，在科倫坡國際機場停泊時，一枚在機尾貨艙的炸彈突然爆炸，21人死亡。
- 1992年7月30日，環球航空843號班機，在紐約甘迺迪國際機場13R跑道準備起飛時因發生故障，機長放棄起飛，但飛機失控衝出離跑道盡頭只有約290呎的草地，並爆炸起火。飛機嚴重焚毀，所幸所有人员全部生还，只有10人在逃生時輕傷。[58]

## 静态展示
堪萨斯市的客机博物馆内拥有美国境内最后三架可操作的L-1011三星式。达美航空博物馆则收藏了L-1011三星式的原型机。
在利雅得的皇家沙特阿拉伯空军博物馆，有一架静态展示用的沙特阿拉伯航空的L1011-200。
在泰國亦有一家飛機市集Chang Chui (ช่างชุ่ย)，集結各種餐廳與酒吧，而最吸引人的景點正是一架L-1011三星式展品。

## 規格

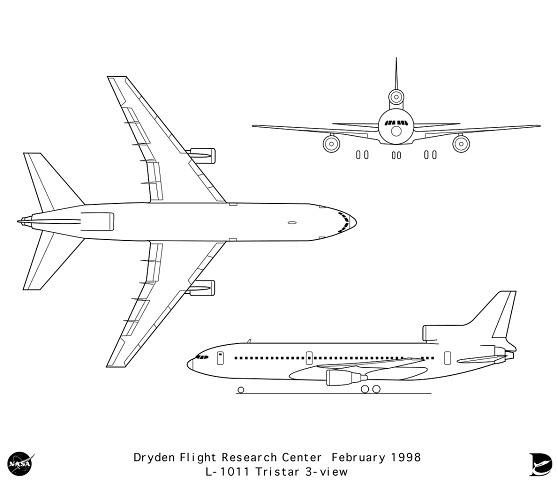
L-1011客機三视图

|                    | L-1011-1                                   | L-1011-200                                 | L-1011-500                                 |
| ------------------ | ------------------------------------------ | ------------------------------------------ | ------------------------------------------ |
| 飛行員數目         | 3                                          | 3                                          | 3                                          |
| 載客量             | 253（3等）                                 | 263                                        | 234（3等）                                 |
| 機艙內部寬度       | 5.74米（18呎10吋）                         | 5.74米（18呎10吋）                         | 5.74米（18呎10吋）                         |
| 長度               | 54.15米（177呎8吋）                        | 54.15米（177呎8吋）                        | 50.04米（164呎2吋）                        |
| 翼展               | 47.34米（155呎4吋）                        | 47.34米（155呎4吋）                        | 50.09米（164呎4吋）                        |
| 垂直尾翼至地面高度 | 21.82米（71呎7吋）                         | 21.82米（71呎7吋）                         | 21.82米（71呎7吋）                         |
| 高度               | 16.87米（55呎4吋）                         | 16.87米（55呎4吋）                         | 16.87米（55呎4吋）                         |
| 機翼面積           | 321.07平方米（3,456平方呎）                | 321.07平方米（3,456平方呎）                | 328.97平方米（3,541平方呎）                |
| 空載重量           | 101,867公斤 （224,579磅）                  | 105,052公斤（231,600磅）                   | 105,573公斤（232,749磅）                   |
| 最大起飛重量       | 195,045公斤 （430,000磅）                  | 211,374公斤（466,000磅）                   | 231,332公斤（510,000磅）                   |
| 最大降落重量       | 166,922公斤（368,000磅）                   | 166,922公斤（368,000磅）                   | 166,922公斤（368,000磅）                   |
| 最高速度           | 0.95馬赫（最高巡航速度0.90馬赫）           | 0.95馬赫（最高巡航速度0.90馬赫）           | 0.95馬赫（最高巡航速度0.90馬赫）           |
| 巡航速度           | 0.86馬赫（正常巡航）／0.84馬赫（長途巡航） | 0.86馬赫（正常巡航）／0.84馬赫（長途巡航） | 0.86馬赫（正常巡航）／0.84馬赫（長途巡航） |
| 滿載時最遠飛行航距 | 7,419公里（4,610英里）                     | 7,419公里（4,610英里）                     | 10,203公里（6,340英里）                    |
| 實用昇限           | 10,668米 （35,000呎）                      | 10,973米（36,000呎）                       | 13,106米（43,000呎）                       |
| 發動機（3x）       | 勞斯萊斯RB211-22                           | 勞斯萊斯RB211-524B                         | 勞斯萊斯RB211-524B                         |